# Anime-Gatari
Anime-Gatari (アニメガタリ, lit.  Anime-chat)es una animación corta japonesa que sirvió como intermedio para las películas animadas de Toho Cinemas en Shinjuku , Tokio desde 2015 hasta 2016. [1] [2] El anime sigue el fuego rápido chit-chat de "personajes encantadores" en un club de anime en la Universidad de Tokio . Una serie de televisión de anime basada en el corto y titulado Anime-Gataris ( ア ニ メ ガ a a a ) se emitió del 8 de octubre [3] al 24 de diciembre de 2017.

## Personajes

### Animegatari
Maya (マヤ?)  / (マヤ) / Maya Asagaya (阿佐ヶ谷 マヤ, Asagaya Maya)
Expresado por: Iep Minase (Japonés); Katelyn Barr (en inglés)
Un nuevo miembro que no está familiarizado con el anime. En Animegataris , Maya es una estudiante de tercer año y la hermana mayor de Minoa.
Erika (エリカ) / Erika Aoyama (青山 絵里香, Aoyama Erika)
Expresado por: Anju Inami (Japonés); Felecia Angelle (en inglés)
En Animegataris, Erika es estudiante de tercer año en Sakaneko High School y presidenta del club de investigación de anime.

### Animegataris
Minoa Asagaya (阿佐ヶ谷 未乃愛, Asagaya Minoa)
Expresado por: Kaede Hondo (en japonés); Alba M. Bennett (en inglés)
Una chica que recientemente comenzó a ver anime. Ella quiere reabrir el club de anime inactivo, aunque todavía no esté familiarizado con el anime. Ella es la hermana menor de Maya.
Arisu Kamiigusa (上井草 有栖, Kamiigusa Arisu) [
Expresado por: Sayaka Senbongi (en japonés); Alison Viktorin (en inglés)
Una chica con estilo ojou-sama , pero en realidad es una otaku a la que le gustan los personajes moe .
Miko Kōenji (高円寺 美子, Kōenji Miko)
Expresado por: Hisako Tōjō (en japonés); Elizabeth Maxwell (en inglés)
.Amigo de Minoa que le gusta leer novelas ligeras antes de ver su adaptación de anime. A menudo choca con Arisu por diferencias de opinión.
Kai Musashisakai (武蔵境塊)
Expresado por: Setsuo Itō (Japonés); Alejandro Saab (en inglés)
Nakano Mitsuteru (中野光輝, Mitsuteru Nakano)
Expresado por: Junta Terashima (Japonés); Jordan Guion Cruz (en inglés)
Yui Obata (小幡 唯, Obata Yui)
Expresado por: Rie Takahashi (en japonés); Kristen McGuire (en inglés)
Neko-Senpai (ネコ先輩, Neko Senpai)
Expresado por: Hironori Kondou (Japonés); Brad Smeaton (en inglés)
Un gato que habla, que desde la habitación secreta en el club de anime.

### Otros
Tsubaki Akabane (赤羽椿, Akabane Tsubaki)
Expresado por: Asuka Nishi (Japonés); Jamie Marchi (en inglés)
Tsubaki es el presidente del Consejo Estudiantil en la preparatoria Sakaneko y solía ser el amigo de la infancia de Erika. Ahora que Tsubaki considera que Erika es una molestia, está decidida a cerrar el Anime Club a toda costa.
Ayame Osaki (大崎菖蒲, Osaki Ayame)
Expresado por: Natsumi Takamori (Japonés); Jeannie Tirado (en inglés)
Vicepresidenta del Consejo Estudiantil.
Matsuri Toda (戸田茉莉, Toda Matsuri)
Expresado por: Miyu Takagi (Japonés); Megan Shipman (en inglés)
Tesorero del consejo estudiantil de Sakeneko High School.
Masato Gomon (五門真人, Gomon Masato)
Expresado por: Makoto Furukawa (Japonés); Cris George (en inglés)
El consejero del club de anime. 

Toru Roppongi (六本木透, Roppongi Toru)
Expresado por: Noemí Maruyama (Japonés); J. Michael Tatum (en inglés)
El director de la escuela secundaria Sakaneko. Es un antiguo miembro del Anime Club y creador del anime "Eternal Symphony" que Minoa ama mucho. Sin embargo, fue cancelado después del primer episodio debido a las críticas de los fanes, por lo tanto, por qué quiere cerrar el club de anime actual.
Beibei Yang (楊貝貝, Yang Beibei)
Expresado por: Kana Hanazawa (Japonés); Trina Nishimura (en inglés)
Una niña otaku y estudiante de intercambio de China. Conoció a Minoa durante el Otacon y también va a la misma escuela que su hermana. 
Shugo Asagaya (阿佐ヶ谷修吾, Asagaya Shugo)
Expresado por: Kenta Zaima (Japonés); Kyle Phillips (en inglés)
Minoa y el padre de Maya. Él es un otaku pero lo oculta para mantener la imagen de su padre perfecto para sus hijas (que él falla).
Ai Asagaya (阿佐ヶ谷愛, Asagaya Ai)
Expresado por: Ai Kakuma (Japonés); Natalie Hoover (en inglés)
Minoa y la madre de Maya Ella no tiene problema en revelar que su esposo es un otaku.

## Los medios de comunicación

### Anime
La animación corta sirvió como intermedio para las películas de animación de Toho Cinemas en Shinjuku de 2015 a 2016. [1] El anime sigue la rápida charla de "personajes encantadores" en un club de anime de la Universidad de Tokio .
Una serie de televisión de anime sirvió parcialmente como precuela transmitida del 8 de octubre [3] al 24 de diciembre de 2017. El tema de apertura es "Aikotoba" ( ア イ ト Password Contraseña ) por Garnidelia , y el tema final es "Buena suerte Lila" por GATALIS, una forma de unidad consiste en Kaede Hondo , Sayaka Senbongi , e Hisako Tōjō . Crunchyroll transmitió la serie mientras Funimation transmitía un simuldub.
| Núm. | Título | Fecha de aire original  |
| --- | --- | ----------------------- |
| 1 | "Minoa, Anime Rookie!""Minoa, Anime Rūkī!" (ミノア、アニメルーキー！)                                                                         | 8 de octubre de 2017    |
| Minoa Descubre Arisu es un otaku y decide ayudar reabrir el inactive anime club. Más tarde encuentra una habitación misteriosa en el clubroom donde encuentra una boina y un gato extraño. | |                         |
| 2 | "Anime-Gataris, Reúne!""Tsudoe, Anime-Gataris" (ツドエ、アニメガタリズ)                                                                       | 15 de octubre de 2017   |
| Minoa Y Arisu empieza recruiting alumnado para el anime club. | |                         |
| 3 | "Erika , Cosplayer x Cosplayer""Erika, reiyā × reiyā" (エリカ、レイヤー×レイヤー)                                                             | 22 de octubre de 2017   |
| Erika toma Minoa y el otros a Akihabara para exponer Minoa a más anime material relacionado mientras representando fuera cómo para mantener el anime club de búsqueda de ser abolido por el consejo estudiantil.                                                                                          | |                         |
| 4 | "Habitación de club Va Boom!""bushitsu, daibakuhatsu!" (ブシツ、ダイバクハツ!)                                                                | 29 de octubre de 2017   |
| Arisu Explica a Minoa sobre anime producción y negocio. Para probar su club es productivo, el club está preguntado por el Club de Obra para ayudar con los trajes para su juego. Aun así Erika pega un roadblock cuándo diseñando los trajes.                                                             | |                         |
| 5 | "Beibei , no Va""Beibē, ikenai susumenai" (ベイベー、イケナイススメナイ)                                                                      | 5 de noviembre de 2017  |
| Summer ha llegado y el anime el club se dirige a comiket, mientras allí conocen Yang Beibei, una chica china que estudia japonés quién les dice que anime es popular en China también. | |                         |
| 6 | "Kaikai Clímax de amor""Kaikai, rabu kuraimakkusu" (カイカイ、ラブクライマックス)                                                             | 12 de noviembre de 2017 |
| El anime el club está viajando a sitios seguros en Japón que anime utilizado para su etapa (actualmente yendo a Oorai). Entretanto, Kai está adoleciendo amor-golpeado de Miko y Minoa está intentando encontrar su objetivo en el club mientras consiguiendo a una cuerda de situaciones de suerte mala. | |                         |
| 7 | "Miko Deja Escribir""Miko, danpitsusengen" (ミコ、ダンピツセンゲン)                                                                           | 19 de noviembre de 2017 |
| Con el festival de cultura que viene arriba, el anime el club decide participar para mostrar su progreso. Aun así cuándo el consejo estudiantil rehusó el anime exploración, decidieron hacer anime shorts cuál de hecho es más duro que mira.                                                            | |                         |
| 8 | "Arisu No puede Hacer Bastante Dinero""Arisu, okanegatarimasenwa" (アリス、オカネガタリマセンワ)                                              | 26 de noviembre de 2017 |
| Tsubaki Propone el anime el club llena el auditorio o el club serán cierre. El anime el club tiene que completar su presentación y conseguir una casa llena en 2 días. Minoa Y Maya descubre el secreto de su papá (incluso aunque no es un trato grande).                                                | |                         |
| 9 | "El Anime Club: Para siempre Esnobs""Aniken, zuttotengu" (アニケン、ズットテング)                                                             | 3 de diciembre de 2017  |
| Con el éxito en el festival, los otros clubes viene al anime club para consejo qué más tardío sale de mano. | |                         |
| 10 | "Anime El club Finalmente Cae""Aniken, yattohaibu" (アニケン、ヤットハイブ)                                                                   | 10 de diciembre de 2017 |
| Traicionado por uno de su propio, el anime el club es disband. Para descubrir la razón, Minoa y Neko-Sempai afronta el Principal y descubre su secreto. | |                         |
| 11 | "Nuestro Amigo Kouki Segunda Traición""Kyō ni va rishi kōki (mei yū) ningún uragi ri" (共ニ語リシ光輝（めいゆう）ノ裏切リ ミノア、カタルシス) | 17 de diciembre de 2017 |
| Minoa Empieza notar anime las cosas que pasan en reales-vida. La habitación secreta en el anime el club está revelado. | |                         |
| 12 | "Minoa , Katharsis""minoa, katarushisu" (ミノア、カタルシス)                                                                                  | 24 de diciembre de 2017 |
| Para salvar dos mundo de fusionar a uno, Minoa y Neko-sempai tiene que convencer Nakeno para cambiar su mente. | |                         |